# Andreas Grünheide

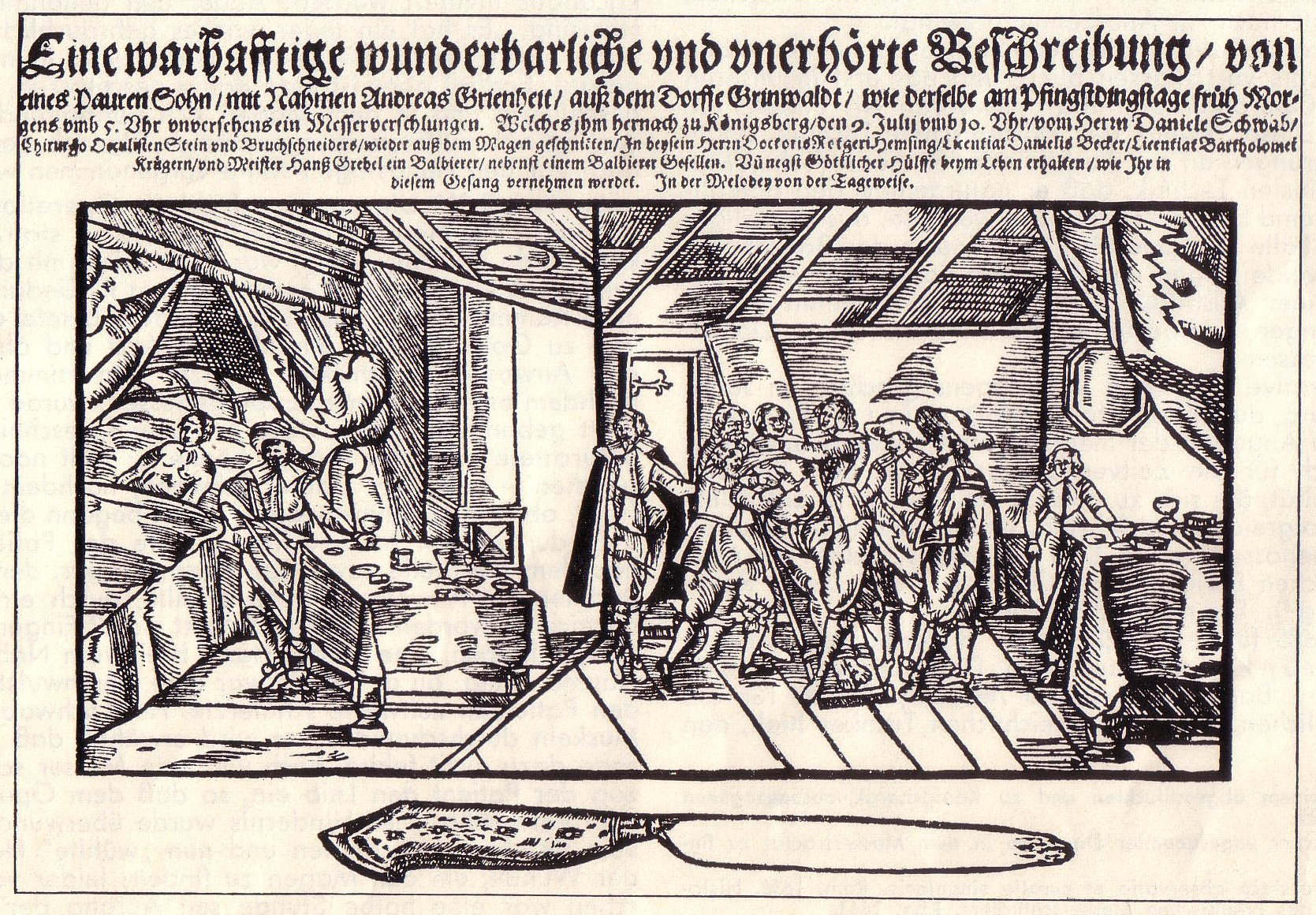
Pflege im Hause Bretschneider (1635)

Andreas Grünheide oder Andres Grünheide (* 1613 in Grünwalde (im späteren Kreis Preußisch Eylau); † im 17. Jahrhundert) war ein deutscher Knecht im Herzogtum Preußen. Am 9. Juli 1635 überlebte er in Königsberg die weltweit zweite Magenöffnung.

## Preußischer Messerschlucker
Um sich zu erbrechen, führte er am 29. Mai 1635 den Griff seines Messers in den Hals. Als er es unversehens verschluckt hatte, schickten Georg von der Groeben und Martin Hadtlein, der Bürgermeister von Landsberg (Ostpreußen), den 22-jährigen Mann nach Königsberg. Mit dem Einverständnis der medizinischen Fakultät der Albertus-Universität Königsberg wurde das Messer von dem Wundarzt Daniel Schwabe in einem Privathaus aus dem verschwarteten Magen entfernt. Korrodiert, schartig und stumpf, wurde es von Grünheide sogleich erkannt: „Das ist mein Messer!“
Keine zwei Wochen später kehrte er auf seinen Hof zurück. Da er keine schwere Bauernarbeit mehr verrichten konnte, musste er sich von seinem Herrn teuer loskaufen. Nachdem er 1641 geheiratet hatte, zog er nach Landsberg. Bis zum Erscheinen von Beckhers Bericht im Jahre 1643 war Grünheide wohlauf.